# Aderke

Das Tibesti-Gebirge und seine Siedlungen

Aderke (in französischen Quellen auch Aderké) ist eine Siedlung im Norden des Tschad in der Provinz Tibesti, etwa 70 km östlich von Bardaï. Der Ort liegt nördlich des Tibesti-Gebirges und ist über eine Piste mit dem Provinzhauptort Bardaï verbunden. Der heute nicht mehr sicher ständig bewohnte Ort liegt zentral im Enneri Zoumri (Zumri-Trockental).

## Geschichte
Der österreichische Ethnologe Peter Fuchs erwähnt in seinem Buch Die Völker der Südostsahara (1961) erbitterte Kämpfe zwischen verschiedenen Tubu-Gruppen um Aderké, bei denen der Clan der Taizera die Clans der Funtia und Dirsina aus dem Bardaï- und Zummeri-Tal vertrieben hätte: „Die Taizera besetzten jedoch die verlassenen Ortschaften Uonofo, Edimpi und Aderké, wo sie sich dem Bodenbau widmeten. Man nimmt an, dass durch die Taizera die Kulturen des Bardai- und Zummeri-Tales einen neuen Aufschwung nahmen.“ Und an anderer Stelle: N„un besetzten die Taizera die Orte Uonofo, Edimpi und Aderké, wo sie immer noch leben. Die Taizera sind sehr zahlreich. Sie besitzen große Palmerien und haben sich mit den Tomagra durch Heirat verbündet. Sie sind ausschließlich Bauern. Bei der Wahl und Einsetzung des Derde der Arna des Tibesti spielen sie eine wichtige Rolle.“
Für die neueste Zeit (ab etwa 2000) fehlen sichere Nachweise über die Existenz des Ortes Aderke als Dauersiedlung (Satellitenbilder mit Hausgrundrissen, Fotos des Ortes oder eindeutige Literaturbelege) auch findet sich an den Koordinaten von Aderke nicht die für andere Oasen typische Dattelpalmenplantage. Jedoch wird Aderke auch auf aktuellen Karten weiterhin als zentraler Punkt im Zoumri-Tal verzeichnet. Zoumri (in deutschen Quellen teilweise Zummeri oder Zumri geschrieben) ist der Name einer der vier Unterpräfekturen des Departements Tibesti Est.